# Mikołaj Kunicki
Mikołaj Kunicki ps. Mucha Michalski (ur. 18 listopada 1914 w guberni chełmskiej, zm. 5 lipca 2001) – Polak, dowódca polsko-radzieckiego rajdowego Oddziału Partyzanckiego Brygad im. Stalina w stopniu kapitana. Oddział składał się głównie z wołyńskich Polaków podporządkowanych radzieckiemu dowództwu, liczył ok. 200 żołnierzy.

## Życiorys
Przedwojenny podoficer zawodowy WP, w 1939 był uczestnikiem kampanii wrześniowej, walczył w obronie Warszawy. W 1939 uciekł z niewoli niemieckiej i powrócił do rodzinnego domu. Do 1941 przebywał u swojej matki w Horodcu k. Kobrynia (w majątku Marii Rodziewiczówny). W 1942 został powołany do służby w Schutzmannschaft, w Kobryniu. Od marca do listopada 1942 był na przeszkoleniu w niemieckiej szkole wojskowej w Kobryniu (dywersja–sabotaż). Szkołę ukończył w stopniu feldfebla. Od stycznia 1943 dowódca kompanii w 104. batalionie Schutzpolizei (niem. Schutzmannschaftsbataillon 104), która likwidowała m.in. oddziały UPA w okolicach Wysocka. Po ataku bojówek ukraińskich na polskie wioski, a następnie odmowie niemieckiego dowództwa wzięcia odwetu na Ukraińcach, on i jego kompania (150 żołnierzy) zdezerterowali.
W marcu 1943 nawiązał kontakt z partyzantką radziecką, a następnie zdezerterował z grupą żołnierzy, zabijając niemiecką kadrę dowódczą. Połączył się z grupą gen. Wasilija Begmy. 3 sierpnia 1943 objął dowództwo oddziału Zjednoczonych Polskich Partyzantów im. Tadeusza Kościuszki na Wołyniu podporządkowanego Głównemu Sztabowi w Moskwie oraz generałowi Begmie. Poniżej miejscowości Sarny działały w tym czasie oddziały 27. Wołyńskiej Dywizji AK. Do wiosny 1944 brał udział w walkach z wojskami niemieckimi i oddziałami UPA na Wołyniu w trójkącie Kamień Koszyrski–Sarny–Dubnick. 11 i 12 czerwca 1944 oddział Kunickiego wziął udział w bitwie na Porytowym Wzgórzu opodal wsi Momoty Jakubowe współdziałając z oddziałem NOW-AK „Ojca Jana” dowodzonym przez Franciszka Przysiężniaka.
W lipcu 1944 Kunicki połączył swój oddział pod Otrytem w Bieszczadach z oddziałem polskiej samoobrony Józefa Pawłusiewicza. Współdziałał w tym czasie również z oddziałem partyzantów radzieckich pod dowództwem Leonida Berensteina. Pod Krywem (góra Stoły) na Połoninie Wetlińskiej jego partyzanci odbierali lotnicze zrzuty zaopatrzenia. Oddział Kunickiego toczył liczne walki z mniejszymi oddziałami niemieckimi, policją ukraińską, a następnie z UPA. Jego konni zwiadowcy rozlepiali po bieszczadzkich wsiach ostrzeżenia skierowane do upowców przed podejmowaniem prób pogromów na ludności polskiej. W Polanie partyzanci Kunickiego spalili m.in. kopalnię ropy i rozbili batalion policji ukraińskiej.
W sierpniu 1944 w rejonie Chryszczatej Kunicki i jego oddział walczył ze szturmującymi plutonami niemieckich 168. i 254. Dywizji Piechoty, gdzie Niemcy doznali poważnych strat.
29 września 1944 oddział przeszedł, po udzieleniu zgody przez dowództwo w Kijowie, na sowiecką stronę frontu i został rozformowany. W Wołkowyi nastąpiło rozformowanie 4 kompanii Pawłusiewicza.
W 1946 Kunicki występował jako świadek obrony Franciszka Przysiężniaka, za co został aresztowany. W 1988 był konsultantem wojskowym polsko-radzieckiego filmu Przeprawa.
Pozostawił m.in. listy osób pomordowanych przez ukraińskich nacjonalistów na Wołyniu, opisy tworzenia oddziałów samoobrony przed UPA na Wołyniu, współpracy polskiej partyzantki z radziecką przeciwko UPA w lipcu 1943, walk z UPA w Bieszczadach oraz relacje dotyczące działań polskiej partyzantki na terenie powiatu Lesko.
Jako emerytowany pułkownik w okresie PRL zamieszkiwał w Zamościu.

## Awanse
- plutonowy - 1935[4]
- feldfebel - 1942
- Kompanieführer - 1943 (po przejściu do partyzantki zweryfikowany jako kapitan)
- pułkownik - po wojnie

## Odznaczenia
- Krzyż Partyzancki - Polska
- Medal Zwycięstwa i Wolności 1945 - Polska
- Odznaka „Za zasługi dla województwa tarnobrzeskiego” (1984)[5]
- Medal „Partyzantowi Wojny Ojczyźnianej” - Związek Radziecki[6]
- Medal „Za zwycięstwo nad Niemcami w Wielkiej Wojnie Ojczyźnianej 1941–1945” - Związek Radziecki

i inne

## Oddziały i dowódcy partyzanccy z którymi współdziałał oddział Mikołaja Kunickiego
- Partyzantka radziecka:
  - Oddział Partyzancki Brygad im. Żukowa
  - Oddział Partyzancki Brygad im. Frunzego
  - Oddział Partyzancki Brygad im. Mołotowa
  - Oddział Partyzancki Brygad im. Chruszczowa
  - Oddział Partyzancki Brygad im. Budionnego (dowódca Iwan Jakowlew)
  - Oddział Partyzancki Brygad im. Suworowa (dowódca Sergiusz Sankow)
  - Oddział Partyzancki Brygad im. Kirowa (dowódca Michał Nadielin, komisarz Wasilij Bielakow)
- Armia Ludowa:
  - 1 Brygada AL im. Ziemi Lubelskiej (dowódca kpt. Ignacy Borkowski „Wicek”)
  - Brygada AL im. Wandy Wasilewskiej (dowódca kpt. Stanisław Szelest)

## Publikacje
- Mikołaj Kunicki. Pamiętniki kapitana „Muchy” (Polesie, Wołyń, Bieszczady). wyd. MON, Warszawa 1959 str. 437
- Mikołaj Kunicki, Pamiętnik Muchy, Warszawa: Książka i Wiedza, 1971.